# Страда Санта Марија Дуе (Торино)
Страда Санта Марија Дуе је насеље у Италији у округу Торино, региону Пијемонт.
Према процени из 2011. у насељу је живело 26 становника. Насеље се налази на надморској висини од 388 м.